# Valle Sabbia
La Valle Sabbia est une vallée des Préalpes italiennes, dans la province de Brescia en région Lombardie. Ses habitants sont les Valsabbini.

## Administration
27 communes font partie de la vallée : Agnosine, Anfo, Barghe, Bione, Bagolino, Capovalle, Casto, Gavardo, Idro, Lavenone, Mura, Muscoline, Odolo, Paitone, Pertica Alta, Pertica Bassa, Prevalle, Preseglie, Provaglio Val Sabbia, Roè Volciano, Sabbio Chiese, Serle, Treviso Bresciano, Vallio Terme, Vestone, Villanuova sul Clisi et Vobarno.